# Álex Oyón
Alejandro García Oyón (Gijón, 23 de enero de 2003) es un futbolista español que juega como delantero centro en el Sporting de Gijón "B" de la Tercera División RFEF.

## Trayectoria
Gijonés, se une a la cantera del Sporting de Gijón en 2011 procedente del CD Roces. El 19 de julio de 2019 firma su primer contrato profesional con el club.
Debuta con el filial el 7 de marzo de 2021 al entrar como suplente en la segunda parte en una derrota por 0-1 frente al Real Oviedo Vetusta en la extinta Segunda División B. Su primer gol con el B llega el 12 de septiembre del mismo año al anotar el segundo gol de su equipo en la victoria por 3-2 frente al L'Entregu CF en la Tercera División RFEF.
Álex logra debutar con el primer equipo el 12 de noviembre de 2021 al sustituir a Pablo García en una derrota por 0-1 frente a la Real Sociedad "B" en Segunda División.

## Estadísticas
Actualizado al 06 de enero de 2023

| Club                           | Div.          | Temporada     | Liga  | Liga  | Liga   | Copas nacionales | Copas nacionales | Copas nacionales | Copas internacionales | Copas internacionales | Copas internacionales | Total | Total | Total  | Media goleadora |
| Club                           | Div.          | Temporada     | Part. | Goles | Asist. | Part.            | Goles            | Asist.           | Part.                 | Goles                 | Asist.                | Part. | Goles | Asist. | Media goleadora |
| ------------------------------ | ------------- | ------------- | ----- | ----- | ------ | ---------------- | ---------------- | ---------------- | --------------------- | --------------------- | --------------------- | ----- | ----- | ------ | --------------- |
| Sporting de Gijón "B" · España |               |               |       |       |        |                  |                  |                  |                       |                       |                       |       |       |        |                 |
| 3.ª                            | 2020-21       | 5             | 0     | 0     | 0      | 0                | 0                | 0                | 0                     | 0                     | 5                     | 0     | 0     | 0      |                 |
| 4.ª                            | 2021-22       | 31            | 8     | 0     | 0      | 0                | 0                | 0                | 0                     | 0                     | 31                    | 8     | 0     | 0,25   |                 |
| Total club                     | Total club    | 36            | 8     | 0     | 0      | 0                | 0                | 0                | 0                     | 0                     | 36                    | 8     | 0     | 0,22   |                 |
| Sporting de Gijón · España     |               |               |       |       |        |                  |                  |                  |                       |                       |                       |       |       |        |                 |
| 2.ª                            | 2021-22       | 5             | 0     | 0     | 0      | 0                | 0                | 0                | 0                     | 0                     | 5                     | 0     | 0     | 0      |                 |
| Total club                     | Total club    | 5             | 0     | 0     | 0      | 0                | 0                | 0                | 0                     | 0                     | 5                     | 0     | 0     | 0      |                 |
| Sporting de Gijón "B" · España |               |               |       |       |        |                  |                  |                  |                       |                       |                       |       |       |        |                 |
| 4.ª                            | 2022-23       | 13            | 6     | 0     | 0      | 0                | 0                | 0                | 0                     | 0                     | 13                    | 6     | 0     | 0,46   |                 |
| Total club                     | Total club    | 13            | 6     | 0     | 0      | 0                | 0                | 0                | 0                     | 0                     | 13                    | 6     | 0     | 0,46   |                 |
| Total carrera                  | Total carrera | Total carrera | 68    | 12    | 0      | 3                | 0                | 0                | 0                     | 0                     | 0                     | 71    | 12    | 0      | 0,16            |
| 1. 2.                          |               |               |       |       |        |                  |                  |                  |                       |                       |                       |       |       |        |                 |

Fuentes: Transfermarkt - Soccerway